# Walter Buch
Walter Buch (født 24. oktober 1883 i Bruchsal, død 12. november 1949 i Schondorf am Ammersee) var en tysk jurist, SS-Obergruppenführer og krigsforbryder.